# باول سن
باول سن (بالصينية: 孙明贤) هو سياسي تايواني، ولد في 8 يونيو 1937 في تاينان في تايوان، وتوفي في 21 يناير 2018 بسبب سرطان البنكرياس.